# غاردوك درة بير (كوشك)
غاردوك درة بير (بالفارسية: گردوک دره پیر) هي منطقة سكنية تقع في إيران في قسم كوشك الريفي.